# François-Marie-Claude Richard de Hautesierck
François-Marie-Claude Richard de Hautesierck (Longwy, 27 mars 1713 - Paris, 28 décembre 1789) est un médecin militaire français. Chevalier de l'ordre de Saint-Michel et de Saint-Louis, conseiller d'État, médecin de Louis XV, il publia plusieurs ouvrages dans le domaine médical.

## Biographie
Fils d'Étienne de Hautesierck, baron d'Überherrn, seigneur de Carling et de Bois-Richard, François Marie Claude Richard naît le 27 mars 1713 à Longwy. Il s'engage comme sous-lieutenant au régiment de Nassau à l'âge de 14 ans. Hautesierck prend ses galons à Reims. Après des études en médecine, il est nommé docteur en médecine en 1736. Remarqué par le secrétaire d'État à la Guerre, il devient médecin de l'hôpital militaire de Sarrelouis. Premier médecin de l'armée de Westphalie en 1754, il soigne François de Chevert à Cologne en 1758, puis est affecté à l'armée du Main en 1759, pendant la Guerre de Sept Ans. En 1765, Hautesierck est nommé médecin des Grandes et Petites écuries du roi. Quatre ans plus tard, il est promu inspecteur général des hôpitaux militaires. 
Richard de Hautesierck décéda le 28 décembre 1789 à Paris.
Richard de Hautesierck a donné son nom à la cité Bois-Richard de L'Hôpital.

## Publications
Au cours de sa carrière, il publia ses travaux dans le domaine médical :
- Richard de Hautesierck, François-Marie-Claude (baron d'Uberhernn):Manière de connaître et de traiter les principales maladies aiguës qui attaquent le peuple, Paris : Impr. royale, 1779.
- Richard de Hautesierck, François-Marie-Claude (baron d'Uberhernn): Recueil d'observations de médecine des hôpitaux militairesRecueil d'observations de médecine des hôpitaux militaires, Paris : Imprimerie royale, 1766-1772
- Richard de Hautesierck: Formulae medicamentorum nosodochiis militaribus adaptatae digestae et auctae..., Cassellis : D. Estienne, 1761

## Sources
- Lambert Des Cilleuls J., Un précurseur de la presse médicale en France, Richard de Hautesierck, dans Histoire des sciences médicales, t. VI, n° 3, juil.-sept. 1972, (pp. 153-159).